# Буран 2.02
Изделие 2.02, Буран 2.02 (серийный номер 11Ф35 К4) — четвёртый лётный экземпляр орбитального корабля, создававшийся в рамках советской космической программы «Буран». Строительство было не завершено по причине недостаточного финансирования и закрытия программы Многоразовой транспортно-космической системы в 1993 году, когда степень готовности изделия оценивалось в 10—20 %. В дальнейшем был частично разобран на стапелях Тушинского машиностроительного завода, где и создавался. Полностью был сделан только модуль кабины.
Часть теплоизоляционной плитки изделия 2.02 была продана с аукциона в Интернете.
Остатки данного экземпляра были утилизированы на  Тушинском машиностроительном заводе.